# 2212 Гефест
2212 Гефест (англ. 2212 Hephaistos; 1978 SB) — астероїд групи Аполлона і навколоземний об'єкт, відкритий 27 вересня 1978 року Людмилою Черних у Кримській астрофізичній обсерваторії. Він названий на честь грецького бога Гефеста. Це найбільший член групи астероїдів Гефест. Він наблизиться до всіх внутрішніх планет і пройде на відстані 0,048 астрономічної одиниці (7,2×106 км) від Меркурія 16 вересня 2032 року.
Інші потенційні члени групи Гефеста включають (85182) 1991 AQ, 4486 Mithra та D/1766 G1.